# Burgstall Gräfenberg
Der Burgstall Gräfenberg bezeichnet eine abgegangene Gipfelburg bei 360 m ü. NN auf dem Gräfenberg bei Rottenberg, einem Ortsteil der Marktgemeinde Hösbach im Landkreis Aschaffenburg in Bayern. Sie wird von der Forschung mit der urkundlich fassbaren Burg Landesehre identifiziert. 

## Geschichte
Die Burg wurde vermutlich in der Mitte des 13. Jahrhunderts auf und neben einer Wallanlage der Latènezeit, wahrscheinlich nach der Burg Waldenberg auf dem gegenüberliegenden Klosterberg errichtet. Archäologische Untersuchungen aus dem Jahr 2007 zeigten, dass sie auf eine frühmittelalterliche Fliehburg zurückgeht. Es gibt keine sicheren urkundlichen Belege, auf wen die Gründung der Burg zurückgeht noch wem sie gehörte.
Bereits 1261 wurde die Burg im Zuge eines Konfliktes der Rienecker Grafen mit Kurmainz wieder zerstört. Im 20. Jahrhundert wurde die Burg durch einen Steinbruch bis auf einige Mauerreste abgetragen.

## Beschreibung
Die Burg hatte eine massive Ringmauer, die sich um die ganze Anlage herumzog und so den Bewohnern Schutz gewährte. Die Anlage war streng rechteckig angelegt und besaß eine Breite von 22 m. Die etwa zwei Meter dicke und vermutlich über zehn Meter hohe Schildmauer mit hölzernem Wehrgang und Ziegeldach war in den frühmittelalterlichen Ringwall integriert. Die Gebäude im Burghof waren aus Stein und Holz gefertigt. Vom damals unbewaldeten Gipfel konnte das Aschafftal überblickt werden. Es wird vermutet, dass die Anlage mehr repräsentativen statt wehrhaften Charakter hatte.
1904 führte der Aschaffenburger Apotheker Deinlein erste Ausgrabungen auf dem Gräfenberg durch. Heute finden sich Mauerzüge einer rechteckigen Gebäudeanlage, eine 5 Meter lange und 1,80 Meter breite Längsmauer, eine 4 Meter lange und 0,40 Meter breite Quermauer (Süd-Ost-Ecke), die an eine noch nicht freigelegte Mauer anstößt. Erkennbar ist der Anfang eines Gewölbes, ein kreisrundes Mauerwerk, das auf eine Zisterne oder ein Burgverlies hinweist.

## Das Geheimnis vom Gräfenberg
Mitarbeiter des Sandsteinbruchs direkt unterhalb der Burganlage berichten, eine Inschriftentafel gefunden und darauf das Wappen der Grafen von Rieneck identifiziert zu haben.  Wenige Tage nach dem vermeintlichen Fund wurde sie jedoch nach Angaben der Arbeiter von einem Erdrutsch verschüttet und konnte daher nicht bestätigt oder entziffert werden. Dies wurde zwar so auch in einem Zeitschriftenartikel des Beobachter am Main aus dem Jahr 1905 berichtet, die Schilderung wird jedoch angezweifelt. Auch nach intensiven Grabungstätigkeiten im Jahre 2007 konnte die Tafel nicht gefunden werden. Es wird vielmehr davon ausgegangen, dass diese, falls es sie gab, von den Steinbrechern verkauft wurde.